# Szabó Imre (püspök, 1901–1976)
Szabó Imre (Sorokújfalu, 1901. szeptember 11. – Budapest, 1976. május 21.) római katolikus pap, esztergomi segédpüspök, apostoli adminisztrátor.

## Pályafutása
Budapesten, a Piarista Gimnáziumban érettségizett, majd teológiát tanult a Központi Papnevelő Intézetben. Pappá szentelése 1924. június 22-én volt Esztergomban. 1924 és 1926 között Zuglóban szolgált káplánként, majd hitoktatóként. 1931-től a budapesti érseki helynökségen dolgozott. 1933-tól 1944-ig érseki titkár, 1938-tól püspöki kamarás. 1944 és 1950 között a Krisztinavárosi Havas Boldogasszony-plébániatemplom plébánosa, 1946-tól kerületi esperes is. 1950-től 1957-ig budapesti érseki helytartó.

### Püspöki pályafutása
1951. április 29-én (thiatirai címzetes püspöki címmel) püspökké szentelték és esztergomi segédpüspökké nevezték ki. 1951. július 21-én az Országházban a magyar katolikus egyház vezetői több évi ellenállás után meghajolva az államhatalom előtt, letették az esküt a Népköztársaságra, az 1949-es Alkotmányra, ahol segédpüspökként volt jelen. 1958 és 1962 között Hugyagra internálták. 1962-től a második vatikáni zsinat résztvevője volt. 1964. május 19-től később mesterkanonok és 1969-ig általános helynök. 1969 januárjában amikor a Magyar Népköztársaság Elnöki Tanácsa előzetes hozzájárulásával VI. Pál pápa új főpásztorokat nevezett ki több egyházmegye élére, az esztergomi főegyházmegye vezetője lett apostoli kormányzóként (1969. január 24. –1971. szeptember 28-ig).